# Gunzenhausen–Pleinfeld-vasútvonal

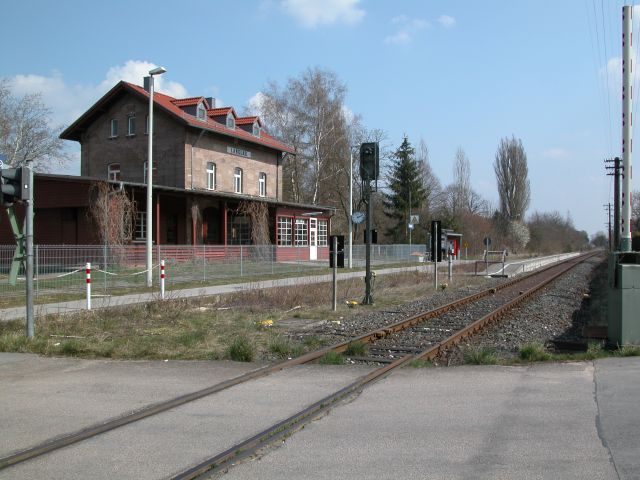
Langlau megálló (korábban vasútállomás)

A Gunzenhausen−Pleinfeld-vasútvonal (ismert még mint Seenlandbahn) egy normál nyomtávolságú, nem villamosított vasútvonal Németországban Gunzenhausen és Pleinfeld között. A vonal hossza 16,8 km. 1849 december 1-én nyílt meg.
1992 szeptember 27-e óta a vasútvonal része a Nürnbergi Közlekedési hálózatnak (Verkehrsverbund Großraum Nürnberg), mint R62-es vonal. A forgalmat Siemens Desiro motorvonatok bonyolítják le, munkanapokon óránként közlekednek ütemesen, ez hétvégére kétórás ütemre ritkul.